# Matteo Cerami
Matteo Cerami (Roma, 27 febbraio 1981) è un regista e sceneggiatore italiano.

## Biografia
È figlio dello sceneggiatore Vincenzo Cerami e di Graziella Chiarcossi (cugina di Pier Paolo Pasolini), e fratellastro dell'attrice Aisha Cerami. Ha esordito alla regia con il film Tutti al mare (2011).

## Filmografia

### Regia
- La voce di Pasolini co-regia di Mario Sesti – docufilm (2006)
- Art.1 (co-regia di Carlo Lizzani) e L'italiano medio, episodi del film collettivo All Human Rights for All (2008)
- Italia mia, co-regia di Norma Martelli – videospettacolo teatrale (2010)

### Regista e sceneggiatore
- Tutti al mare (2011)

### Attore
- Colpire al cuore, regia di Gianni Amelio (1983)